# Molenberg (Nationaal Park Hoge Kempen)

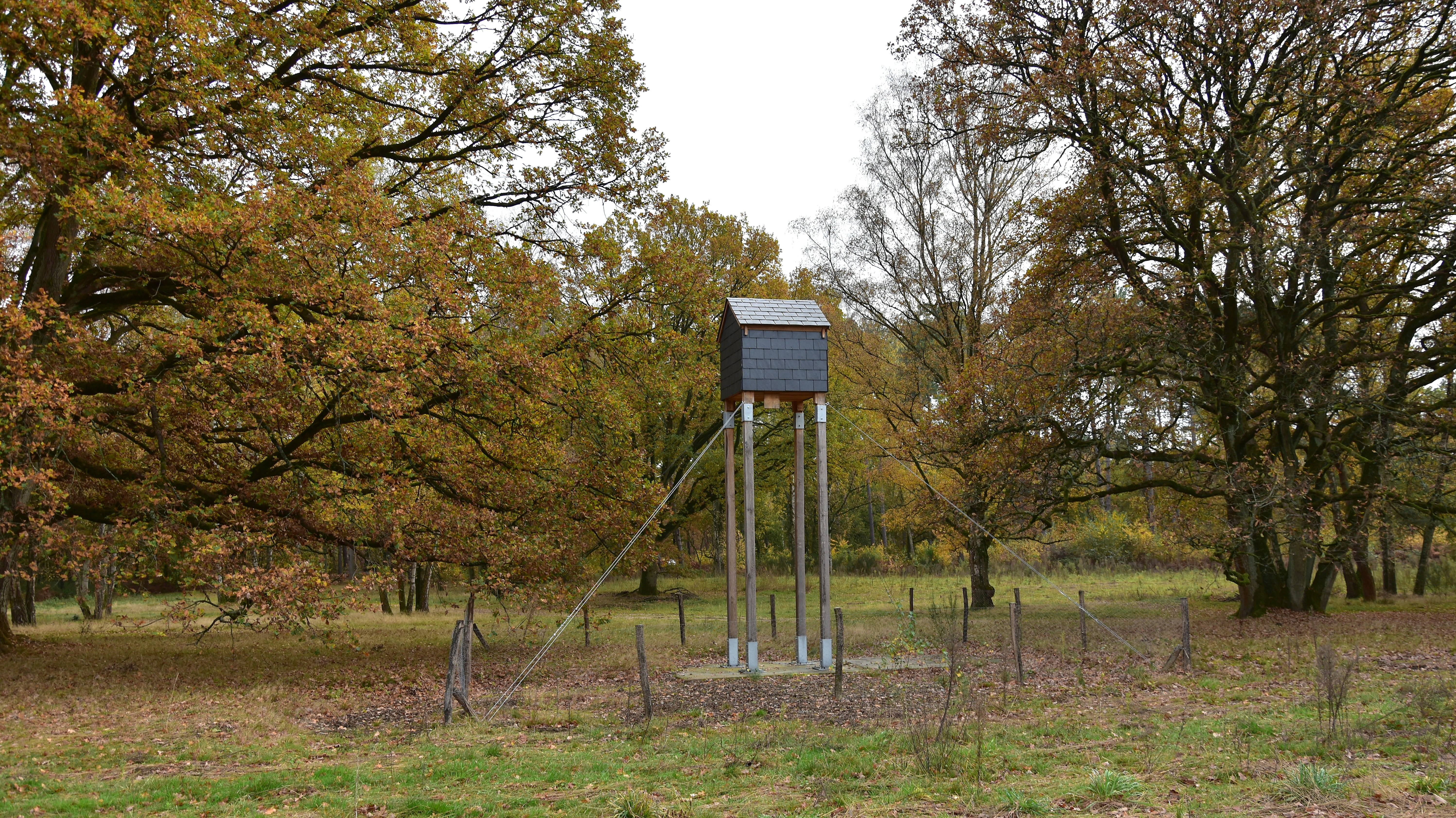
De vleermuizentoren

De Molenberg is een natuurreservaat in het Nationaal Park Hoge Kempen in Rekem, een deelgemeente van Lanaken in de Belgische provincie Limburg.

## Historiek
Vroeger was deze site met zijn omringend landschap een aaneengesloten, woest gebied met moerassen. Het werd door de mens ontwaterd en beplant met dennen voor de houtproductie.
Molenberg werd in 2007 aangekocht door de Vlaamse overheid. De locatie was vooral bekend omdat hier verzwakte kinderen werden opgevangen in het voormalige Kinderdorp Molenberg. De gebouwen sloopte men in 2019 om meer ruimte te geven aan de natuur onder Europese bescherming. Het Centrum voor Kinderzorg en Gezinsondersteuning (CKG Molenberg) vond een nieuw onderkomen in Bilzen, De kelders van de ziekenbouw/bureaus  zouden worden ingericht als onderkomen voor vleermuizen, helaas is er tot op heden niets gedaan ten voordele van de vleermuizen. Een vleermuizentoren werd eerder gebouwd. Prominent aanwezig in het landschap zijn de Juffrouwenvijver en de Aspermansvijver. Daarnaast zijn er ook een aantal IJsschotszwerfstenen te zien.
Bomen werden gerooid en bosranden gekapt om gebieden met mekaar te verbinden. Zo ontstaat leefgebied voor de gladde slang en de heikikker die in een gesloten, donker naaldbos niet kunnen overleven.
Ten noorden ligt de Vallei van de Ziepbeek en de Vallei van de Kikbeekbron. De Ziepbeek stroomt ook door dit gebied. Ten zuiden ligt Neerharerheide en het Pietersembos. Ook de Asbeekvallei ligt vlak in de buurt. Ook de begraafplaats psychiatrisch ziekenhuis en de natuurbegraafplek Isaekshoef liggen binnen wandelafstand.

## Galerij

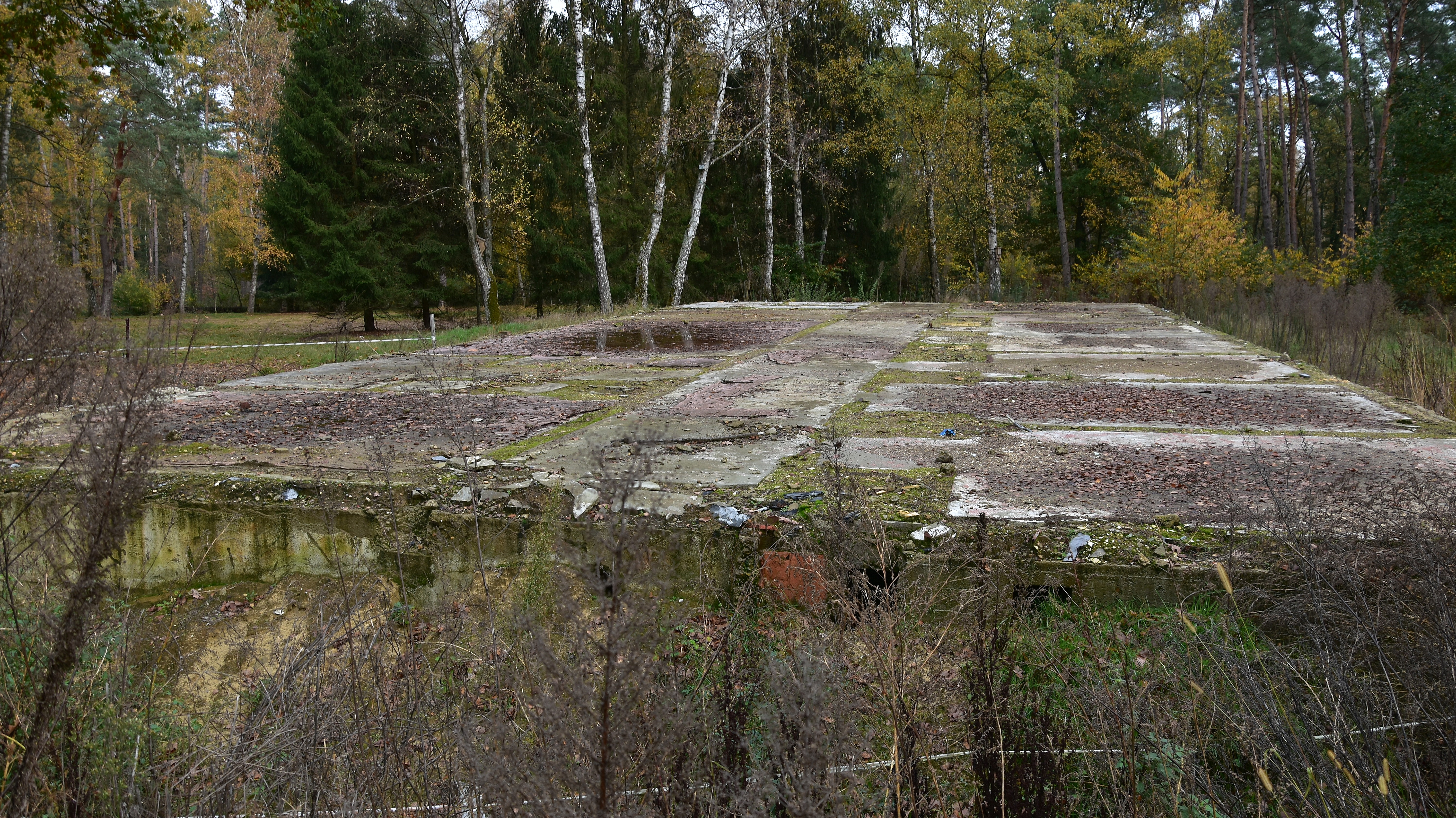
Kelders van het voormalig conciërgegebouw
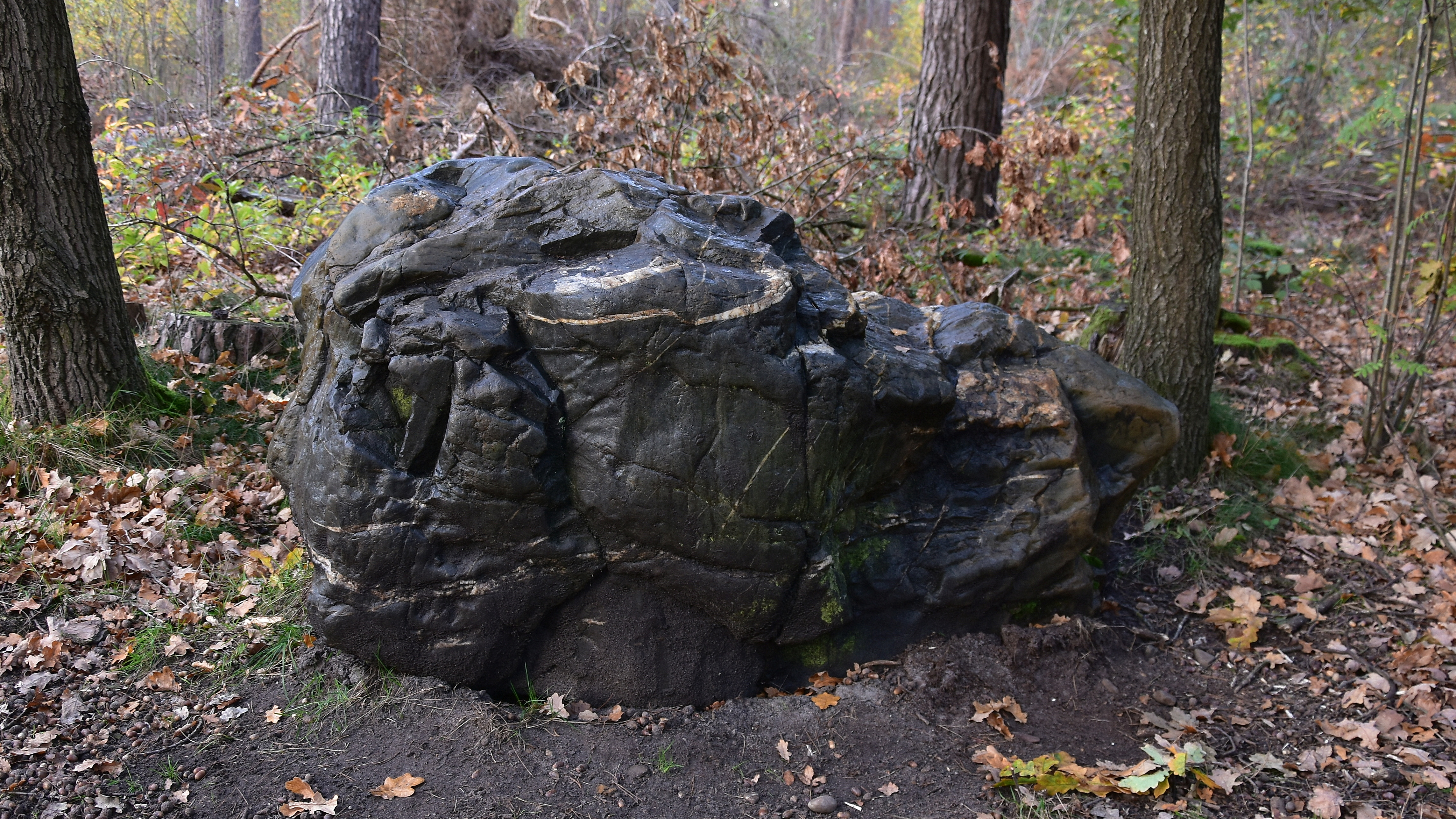
Een maasgrindblok op de site
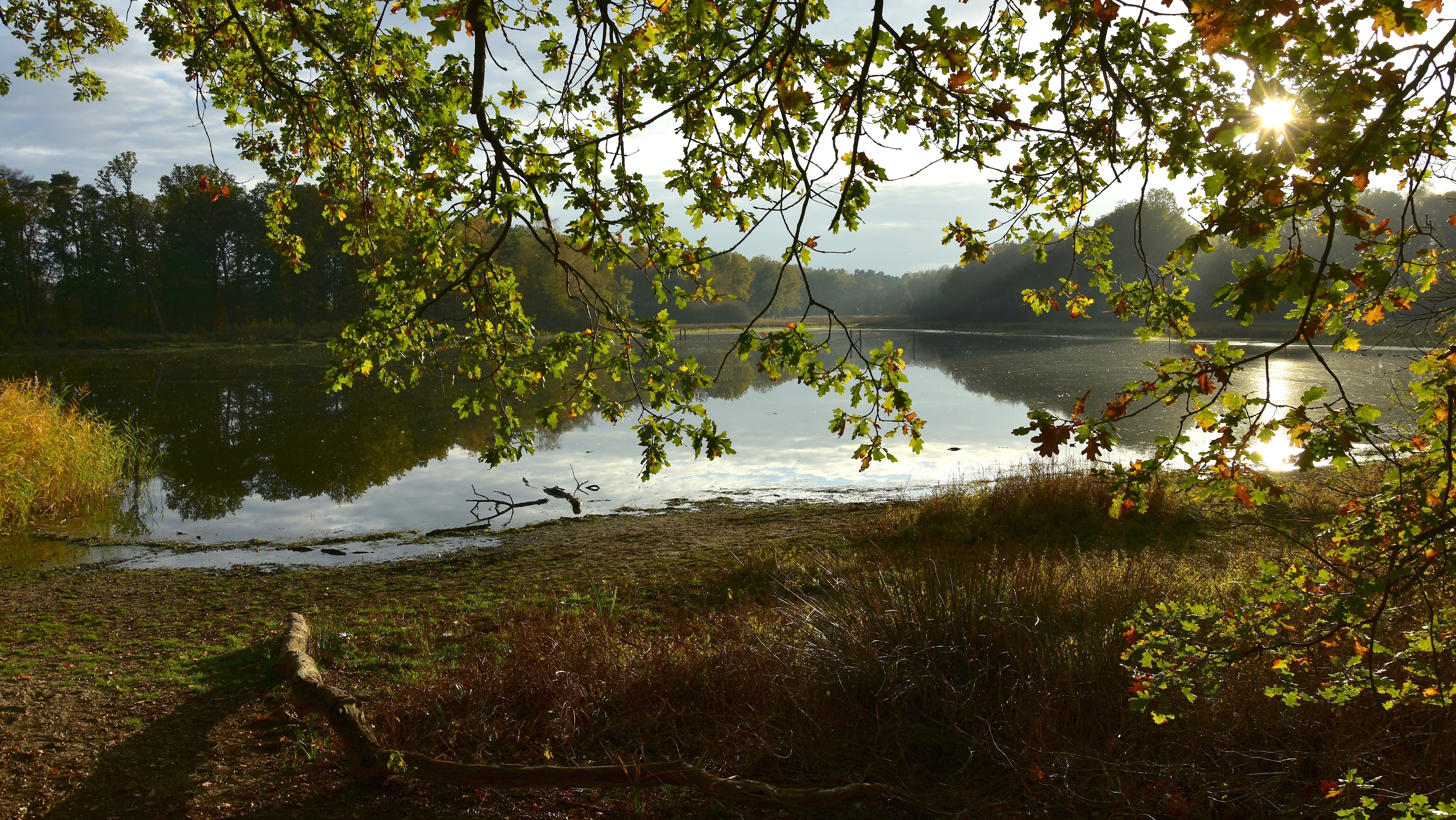
De Juffrouwenvijver
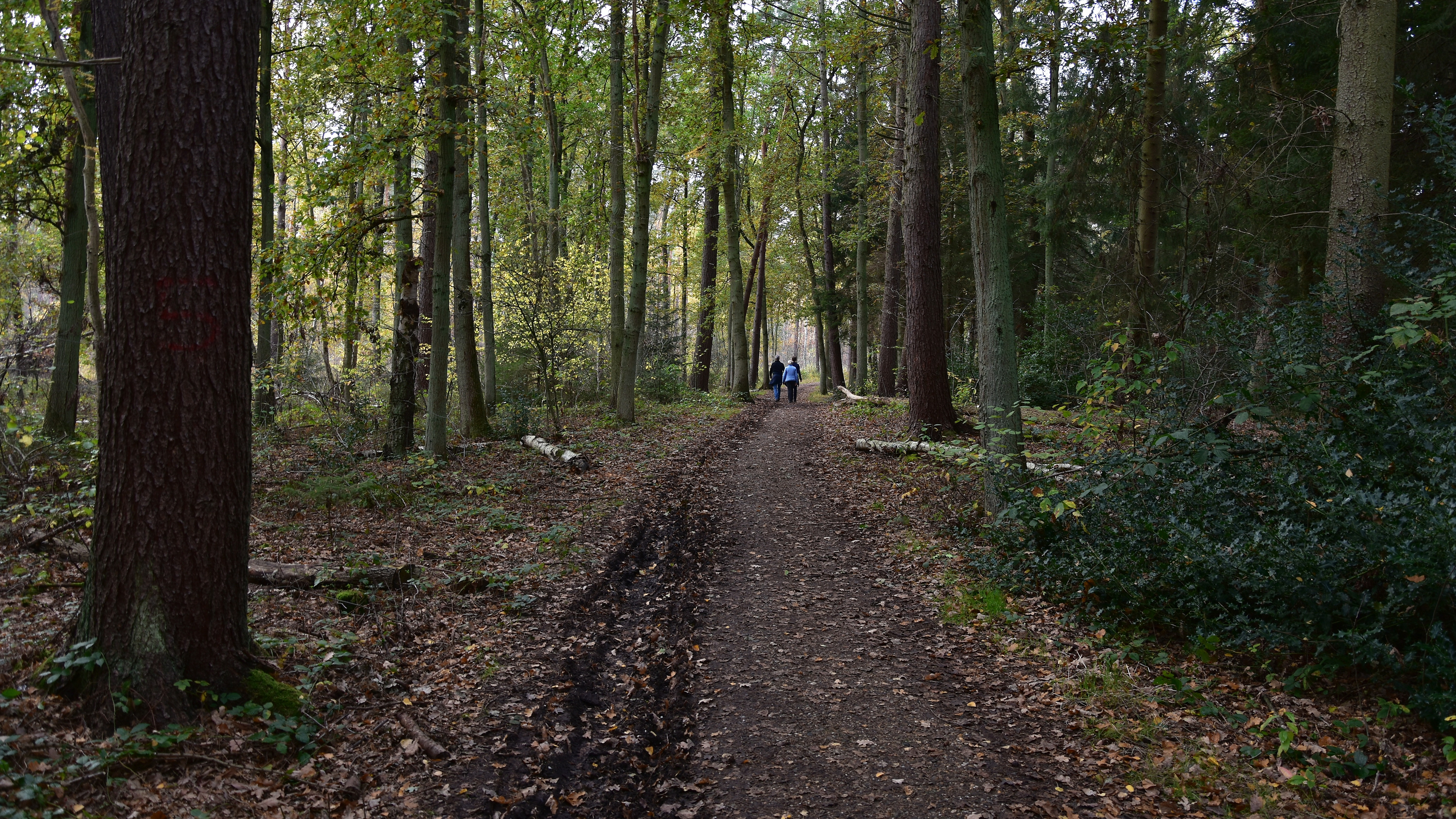
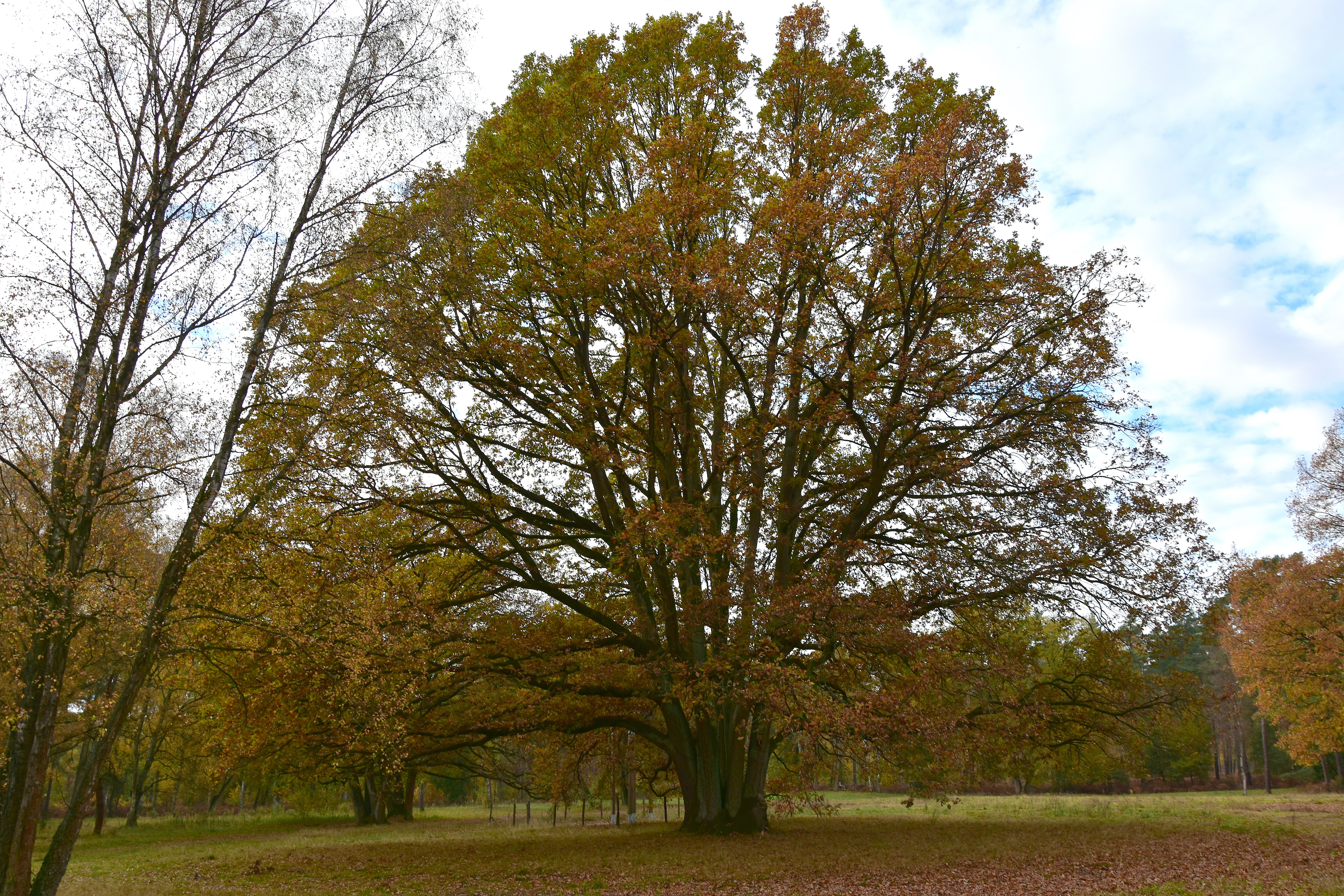
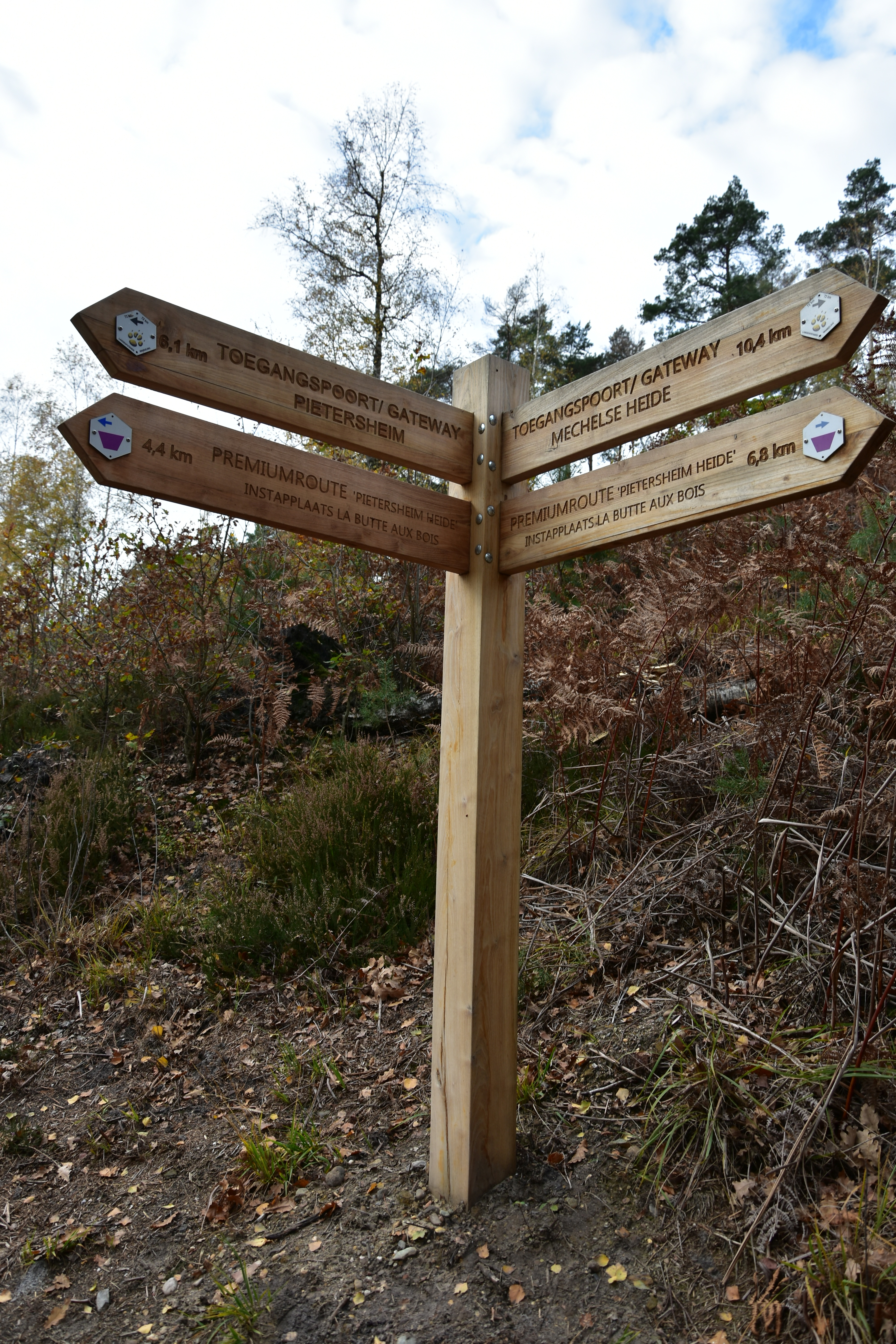
Een wandelboom op de site
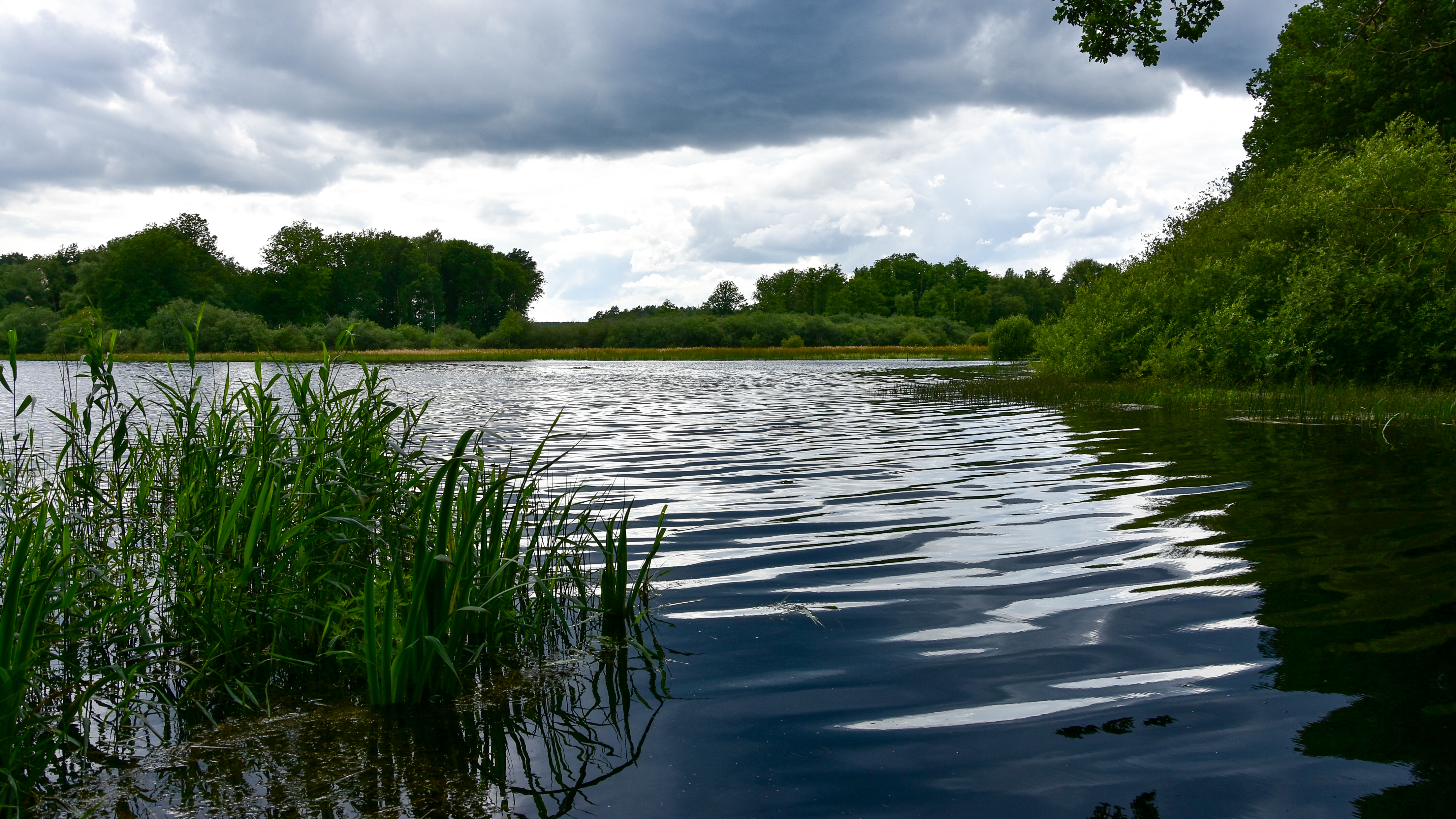
Aspermansvijver